# Nikola Tre
Nikola Tre — електричний та водневий магістральний тягач для Європи.

## Опис

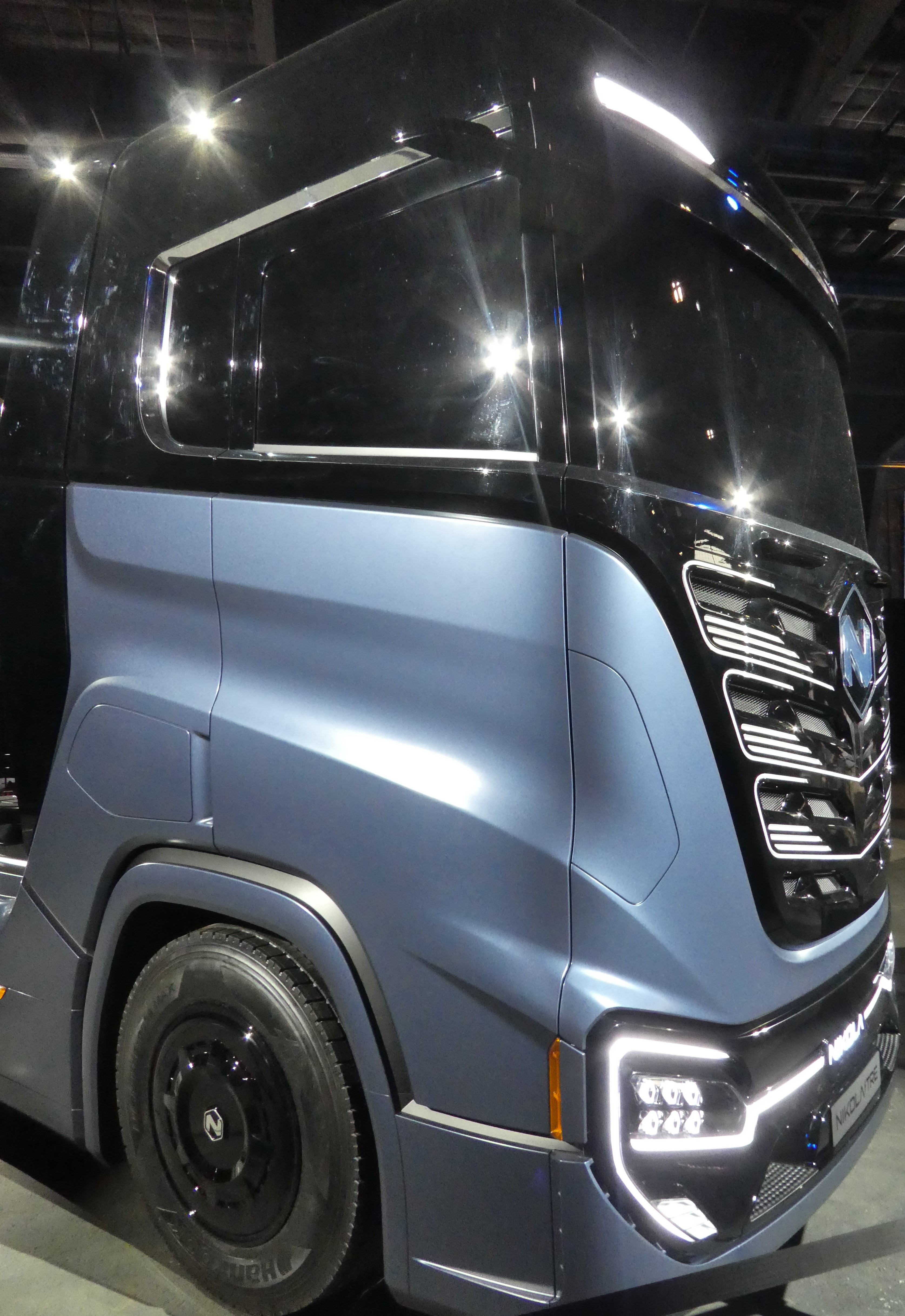
Концепт кар Nikola Tre FCEV

В листопаді 2019 року компанії Nikola Motor Company і Iveco представили спільно розроблену електричну вантажівку Nikola Tre потужністю 644 к.с., максимальним крутильним моментом 1800 Нм, батареєю 720 кВт•год і запасом ходу до 400 км. Електромобіль розроблений на основі Iveco S-Way.
21 вересня 2022 року на виставці IAA Transportation 2022 в Ганновері представлений серійний магістральний тягач Nikola Tre BEV 4х2. Ця машина має потужність 645 к.с. та запас ходу до 560 км. Час заряджання батарей – 90 хвилин.
На виставці, також, можна побачити прототип моделі на водневих паливних елементах – Nikola Tre FCEV 6×2, оснащений силовою установкою постійною потужністю 536 к.с. та запасом ходу до 800 км. Час заряджання складає всього 20 хвилин.